# Animerama
Animerama (アニメラマ) is een trilogie van Japanse animefilms voor volwassenen. Osamu Tezuka verzon het concept en werkte mee aan twee van de drie films. Ze werden geproduceerd door zijn animatiestudio Mushi Production in de jaren 1960-1970.
De drie films delen een aantal connecties. Ten eerste zijn ze allemaal erotisch van aard. Ten tweede combineren ze traditionele animatie met modernere technieken en designs zoals geïnspireerd door Yoji Kuri en door Tezuka's eigen kortfilms. Ten derde werden alle drie geregisseerd door Eiichi Yamamoto (in samenwerking met Tezuka voor Cleopatra en A Thousand and One Nights). De eerste film, A Thousand and One Nights, blijft tot op vandaag een van de langste animatiefilms ooit (130 minuten) en was de eerste gekende erotische geanimeerde langspeelfilm. A Thousand and One Nights en Cleopatra kennen ook enige faam omdat hun soundtrack werd gecomponeerd door Isao Tomita. De derde film, Belladonna of Sadness, is serieuzer van toon en heeft meer avant-garde sfeer.
De drie films waaruit de trilogie bestaat, zijn:
- A Thousand and One Nights (千夜一夜物語 - Senya Ichiya Monogatari) (1969)
- Cleopatra: Queen of Sex (クレオパトラ - Kureopatora) (1970)
- Belladonna of Sadness (哀しみのベラドンナ - Kanashimi no Beradonna) (1973)

De OVA The Life of an Amorous Man uit 1991, gebaseerd op werk van Ihara Saikaku, wordt soms genoemd als een spirituele opvolger van de trilogie. Dit komt omdat Eiichi Yamamoto er aan meewerkte als scenarist en omdat deze OVA eveneens erotisch en experimenteel van aard is.